# اس‌اس برنهارد بلومنفلد
اس‌اس برنهارد بلومنفلد (به انگلیسی: SS Bernhard Blumenfeld) یک کشتی بود که طول آن ۳۰۴ فوت ۸ اینچ (۹۲٫۸۶ متر) بود. این کشتی در سال ۱۹۲۱ ساخته شد.